# 조르주 마르샬
조르쥬 막샬(Georges Marchal, 1920년 1월 10일 ~ 1997년 11월 28일)은 프랑스의 영화배우, 텔레비전 배우이다.

## 영화
- 은하수 (1969년)
- 세브린느 (1967년)
- 나폴레옹 2세 (1961년)
- 오드의 투기장 (1961년)
- 아우스트리츠의 영웅 (1960년)
- 클레오파트라의 군단 (1959년)
- 대진군 (1958년) - Marcus Valerius 역
- 애련의 장미 (1956년)
- 만일 베르사유에서 내게 이야기했더라면 (1954년)
- 데오도라 (1954년)
- 폼페이 최후일 (1950년)
- 낙오자 로이 (1945년)